# Ernest Gold
Ernest Gold (Viena, 13 de julho de 1921 — Santa Mônica, 17 de março de 1999) foi um compositor austro-estadunidense. Venceu o Oscar de melhor trilha sonora na edição de 1961 por Exodus.

## Filmografia selecionada
- Smooth as Silk (1946)
- Wyoming (1947)
- The Other Woman (1954)
- Not as a Stranger (1955)
- Fury (1955-1960)
- Affair in Havana (1957)
- The Screaming Skull (1958)
- Too Much, Too Soon (1958)
- The Defiant Ones (1958)
- Tarzan's Fight for Life (1958)
- Battle of the Coral Sea (1958)
- The Young Philadelphians (1959)
- On the Beach (1959)
- Inherit the Wind (1960)
- Exodus (1960)
- A Fever in the Blood (1961)
- The Last Sunset (1961)
- Judgment at Nuremberg (1961)
- Pressure Point (1962)
- A Child Is Waiting (1963)
- It's a Mad, Mad, Mad, Mad World (1963)
- Ship of Fools (1965)
- The Secret of Santa Vittoria (1969)
- Betrayal (1974)
- The Wild McCullochs (1975)
- Cross of Iron (1977)
- Fun with Dick and Jane (1977)
- Good Luck, Miss Wyckoff (1979)
- The Runner Stumbles (1979)
- Tom Horn (1980)
- Safari 3000 (1982)
- Wallenberg: A Hero's Story (1985)
- Dreams of Gold: The Mel Fisher Story (1986)